# Johnny B. Goode
„Johnny B. Goode“ je singl amerického rock'n'rollového umělce Chucka Berryho z roku 1958 a patří mezi nejznámější rock'n'rollové písně vůbec. Stala se obrovským hitem a dosáhla 8. příčky v Billboard pop chart.

## Charakteristika
Nahrávka je v tónině b moll (ve kterém Chuck Berry hojně hrál) a její forma je 12-bar blues.
Píseň byla napsána už v roce 1955. Pojednává o chudém chlapci, který "se nikdy nenaučil dobře číst psát, ale uměl hrát na kytaru, jako když zvoní zvon".
Počáteční sólo je jedním z nejznámějších v historii rock'n'rollu. Stejně tak rytmická část, skládající se z kombinace akordů B-flat,E-flat a F inspirovala další umělce.
V roce 1977 vypustila NASA do vesmíru sondu Voyager 2 a na přiloženou zlatou gramofonovou desku umístila tuto písničku, jako reprezentaci hudby lidstva na Zemi.
V březnu 2005, Q magazine umístil "Johnny B. Goode" na 42. příčku mezi 100 největších kytarových písní. V roce 2008, Rolling Stone umístil píseň jako nejlepší kytarovou skladbu všech dob. Magazín Guitar World ohodnotil sólo jako 12. nejlepší sólo všech dob. Když by se sloučila všechna hodnocení od kritiků, umístila by se píseň na 6. místě mezi nejlepšími skladbami všech dob.

## Cover verze
- Absurd Error
- AC/DC (s Cheap Trick)
- Aerosmith
- Andrés Calamaro
- B. B. King
- Bad Religion
- Beach Boys
- Big Tom And The Mainliners
- Bill Haley & His Comets
- Brian Wilson
- Buck Owens
- Buddy Holly
- Carlos Santana
- Cidade Negra
- Dion
- Dr. Feelgood
- Earthlings?
- Eddie Meduza
- Elton John
- Elvis Presley
- Five Iron Frenzy
- Frank Marino
- Freddie & the Dreamers
- George Thorogood
- Green Day
- Hanson
- Ilmo Smokehouse
- Jerry Lee Lewis
- Jimi Hendrix
- John Farnham
- John Mayer Trio
- Johnny Dowd
- Johnny Winter
- Jonny Lang
- Judas Priest
- Julian Lennon
- Led Zeppelin
- Living Colour
- LL Cool J
- Los Suaves
- Lynyrd Skynyrd
- Marc Broussard
- Marty McFly
- Men at Work
- MF Doom
- Motörhead
- NOFX
- NRBQ
- Off Kilter
- Operation Ivy
- Peter Tosh (1983)
- Phillip Magee
- Phish
- Prince
- Ratdog
- Slade
- Slaughter & The Dogs
- Stray Cats
- The Beatles
- The Carpenters
- The Grateful Dead
- The Rolling Stones
- The Sex Pistols
- The Shadows
- The Stimulators
- The Tornadoes
- The Ukulele Orchestra of Great Britain
- Twisted Sister
- Uncle Tupelo
- Wes Paul
- Will Hoge

Česká coververze: Jan hodný. První český (lehce parodující) text napsal Ivo Pešák, nahrál Rockec Ivo Pešáka, album Hej, hej, Rock and roll (1996). Další stejnojmennou verzi, s nově přebásněným textem (zčásti inspirovaným Pešákovou verzí), nahrál Rock and Roll Band Marcela Woodmana, album Welcome to Fabulous Kr.Pole (2000).

## V kultuře
Píseň se objevila v první díle série Návrat do budoucnosti, kdy ji na plese v roce 1955 zahrál Marty McFly (Michael J. Fox). V průběhu hraní volá Marvin Berry svému bratranci Chuckovi, aby si ji mohl poslechnout. Taktéž se tato píseň objevila v sitcomu Comeback v epizodě Taneční.